# Arachnanthus
Arachnanthus is een geslacht van neteldieren uit de klasse van de Anthozoa (bloemdieren).

## Soorten
- Arachnanthus australiae Carlgren, 1937
- Arachnanthus bockii Carlgren, 1924
- Arachnanthus oligopodus (Cerfontaine, 1891)
- Arachnanthus sarsi Carlgren, 1912